# 947 Monterosa
947 Monterosa este un asteroid din centura principală, descoperit pe 8 februarie 1921, de Arnold Schwassmann.